# Wil tot macht

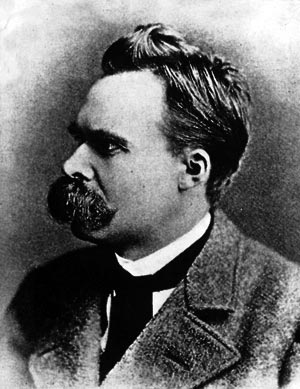
Friedrich Nietzsche.

De Wil tot Macht (Duits: Der Wille zur Macht) is een van de grondbegrippen van de filosofie van Friedrich Nietzsche.
Voor Nietzsche was deze fundamentele drijvende kracht de "onuitputtelijke voortplantingswil van het leven" in alle dingen. In de jaren 1880 ontstonden er een aantal wetenschappen en filosofieën die een algemeen principe zochten van wat mensen werkelijk drijft, of zelfs alle levende wezens en ook maatschappelijke ontwikkelingen. De psychoanalyse kwam met het lustprincipe, het darwinisme of de evolutieleer kwam met survival of the fittest, het utilitarisme kwam met het streven naar geluk en het marxisme kwam met de klassenstrijd. Al deze wetenschappen of filosofieën bouwden een verklaring van het menselijk gedrag op deze basisprincipes.
Een van de meest vooraanstaande voorbeelden voor Nietzsche, de Duitse filosoof Arthur Schopenhauer, poneerde het idee van een "wil tot leven" als de drijvende kracht achter alle levende wezens. Dit benaderde het idee van de natuurlijke selectie dat in de tweede helft van de 19de eeuw steeds meer ingang kreeg. Volgens deze theorieën was macht eenvoudig een middel om te overleven. Nietzsche meende dat macht het doeleinde van alle inspanning was. Dit wordt verklaard door gedrag dat overlevingsinstincten tegenspreekt. Veel organismen, met name mensen, riskeren zelfs de dood om te bloeien.
Volgens Nietzsche wordt alles in het universum aldus gedreven door één ding: de wil tot macht. Wat hij hiermee bedoelt, legt hij uitvoerig uit in het boek Jenseits von Gut und Böse. Hij doet dit zodanig dat duidelijk wordt waaraan hij zijn bijnaam "de filosoof met de hamer" te danken heeft (Götzen-Dämmerung oder Wie man mit dem Hammer philosophirt, 1889). Hij maakt de theorieën van anderen kapot. 
Andere belangrijke werken van Nietzsche zijn: Die fröhliche Wissenschaft (1882), Also sprach Zarathustra (1885) en Zur Genealogie der Moral (1887). Hierin zijn twee inspiratiebronnen duidelijk herkenbaar: Schopenhauer en Charles Darwin.
Volgens Nietzsche is de werkelijkheid een onophoudelijk 'worden' of 'gebeuren'; zij is constant in beweging en verandering. Door een spel en strijd van krachten die elkaar tegenwerken ontstaat dit. Elke kracht wil zich als dermate uiten, en zo andere krachten aan zich wil onderwerpen en bevelen. Elke kracht wordt dan ook beschreven als een wil tot macht: "dat wil zeggen als onverzadigbaar verlangen naar het betonen van macht; of gebruik, uitoefening van macht, als scheppende drift enz." De wil tot macht is aan de ene kant een bevelen van een andere wil tot macht, en aan de andere kant is het een zelfoverwinning: Iedere macht wil meer macht dan het op ieder moment bezit.